# Solliès-Ville
Solliès-Ville [sɔljɛs vil] est une commune française située dans le département du Var, en région Provence-Alpes-Côte d'Azur.
Ses habitants sont appelés les Solliès-Villains.

## Géographie

### Localisation
Commune située à 2,2 km de La Farlède et 16,1 km d'Hyères.

### Géologie et relief
Le village de Solliès-Ville est accroché à une colline qui domine la riche plaine du Gapeau. Le point culminant (500 m) de la commune est à l'est, sur les contreforts du « Bau Rouge ».

### Sismicité
Commune située dans une zone 2 de sismicité faible.

### Hydrographie et les eaux souterraines
Cours d'eau traversant la commune :
- le fleuve Gapeau.
- Les ruisseaux de Sainte-Christine, de la Jonquière, de Lambert, des Anduès, de Réganas.

### Climat
Pour des articles plus généraux, voir Climat de Provence-Alpes-Côte d'Azur et Climat du Var.
En 2010, le climat de la commune est de type climat méditerranéen franc, selon une étude du Centre national de la recherche scientifique s'appuyant sur une série de données couvrant la période 1971-2000. En 2020, Météo-France publie une typologie des climats de la France métropolitaine dans laquelle la commune est exposée à un climat méditerranéen et est dans une zone de transition entre les régions climatiques « Provence, Languedoc-Roussillon » et « Var, Alpes-Maritimes ».
Pour la période 1971-2000, la température annuelle moyenne est de 14,5 °C, avec une amplitude thermique annuelle de 14,5 °C. Le cumul annuel moyen de précipitations est de 838 mm, avec 6,1 jours de précipitations en janvier et 1,5 jours en juillet. Pour la période 1991-2020, la température moyenne annuelle observée sur la station météorologique de Météo-France la plus proche, « Cuers », sur la commune de Cuers à 7 km à vol d'oiseau, est de 15,5 °C et le cumul annuel moyen de précipitations est de 778,9 mm. 
La température maximale relevée sur cette station est de 41,3 °C, atteinte le 5 août 2017 ; la température minimale est de −9,3 °C, atteinte le 11 février 2012,,.
Les paramètres climatiques de la commune ont été estimés pour le milieu du siècle (2041-2070) selon différents scénarios d'émission de gaz à effet de serre à partir des nouvelles projections climatiques de référence DRIAS-2020. Ils sont consultables sur un site dédié publié par Météo-France en novembre 2022.

### Voies de communications et transports

#### Voies routières
- Solliès-Ville est accessible par la route départementale RD 458, entre Cuers et La Farlède.

#### Transports en commun
- Transport en Provence-Alpes-Côte d'Azur

Commune desservie par le réseau régional de transports en commun Zou !. Les collectivités territoriales ont en effet mis en œuvre un « service de transports à la demande » (TAD), réseau régional Zou !. Le village est desservi par plusieurs lignes de bus départementales :
- 2801 : Draguignan - Le Luc - Toulon[11] ;
- 4801 : Brignoles - Le Luc - Toulon[12] ;
- 4802 : Saint-Maximin-la-Sainte-Baume - Belgentier - Toulon[13] ;
- 8810 : Collobrières - Pierrefeu-du-Var - Cuers - Toulon[14].

#### Lignes SNCF
- Gare de Marseille-Saint-Charles,
- La gare la plus proche est celle de Solliès-Pont. Elle est desservie par le TER Provence-Alpes-Côte d'Azur.

#### Transports aériens
Les aéroports les plus proches sont :
- Aéroport de Toulon-Hyères
- Aéroport de Marseille Provence

#### Ports
- Ports en Provence-Alpes-Côte d'Azur :
  - Rade de Toulon,
  - Port de Marseille.

### Communes limitrophes
| - OpenStreetMap Limite communale. |

### Intercommunalité
Commune membre de la Communauté de communes de la Vallée du Gapeau.
| Solliès-Toucas | Solliès-Toucas | Cuers        |
| Solliès-Toucas | Solliès-Ville  | Solliès-Pont |
| La Farlède     | La Farlède     | Solliès-Pont |

## Urbanisme

### Typologie
Au 1er janvier 2024, Solliès-Ville est catégorisée ceinture urbaine, selon la nouvelle grille communale de densité à sept niveaux définie par l'Insee en 2022.
Elle appartient à l'unité urbaine de Toulon, une agglomération inter-départementale regroupant 27  communes, dont elle est une commune de la banlieue,,. Par ailleurs la commune fait partie de l'aire d'attraction de Toulon, dont elle est une commune de la couronne,. Cette aire, qui regroupe 35 communes, est catégorisée dans les aires de 200 000 à moins de 700 000 habitants,.

### Occupation des sols
L'occupation des sols de la commune, telle qu'elle ressort de la base de données européenne d’occupation biophysique des sols Corine Land Cover (CLC), est marquée par l'importance des forêts et milieux semi-naturels (72,4 % en 2018), en augmentation par rapport à 1990 (71,3 %). La répartition détaillée en 2018 est la suivante :
forêts (64,3 %), zones urbanisées (15,2 %), cultures permanentes (8 %), milieux à végétation arbustive et/ou herbacée (7,9 %), zones agricoles hétérogènes (4,2 %), terres arables (0,3 %), espaces ouverts, sans ou avec peu de végétation (0,2 %). L'évolution de l’occupation des sols de la commune et de ses infrastructures peut être observée sur les différentes représentations cartographiques du territoire : la carte de Cassini (XVIIIe siècle), la carte d'état-major (1820-1866) et les cartes ou photos aériennes de l'IGN pour la période actuelle (1950 à aujourd'hui).

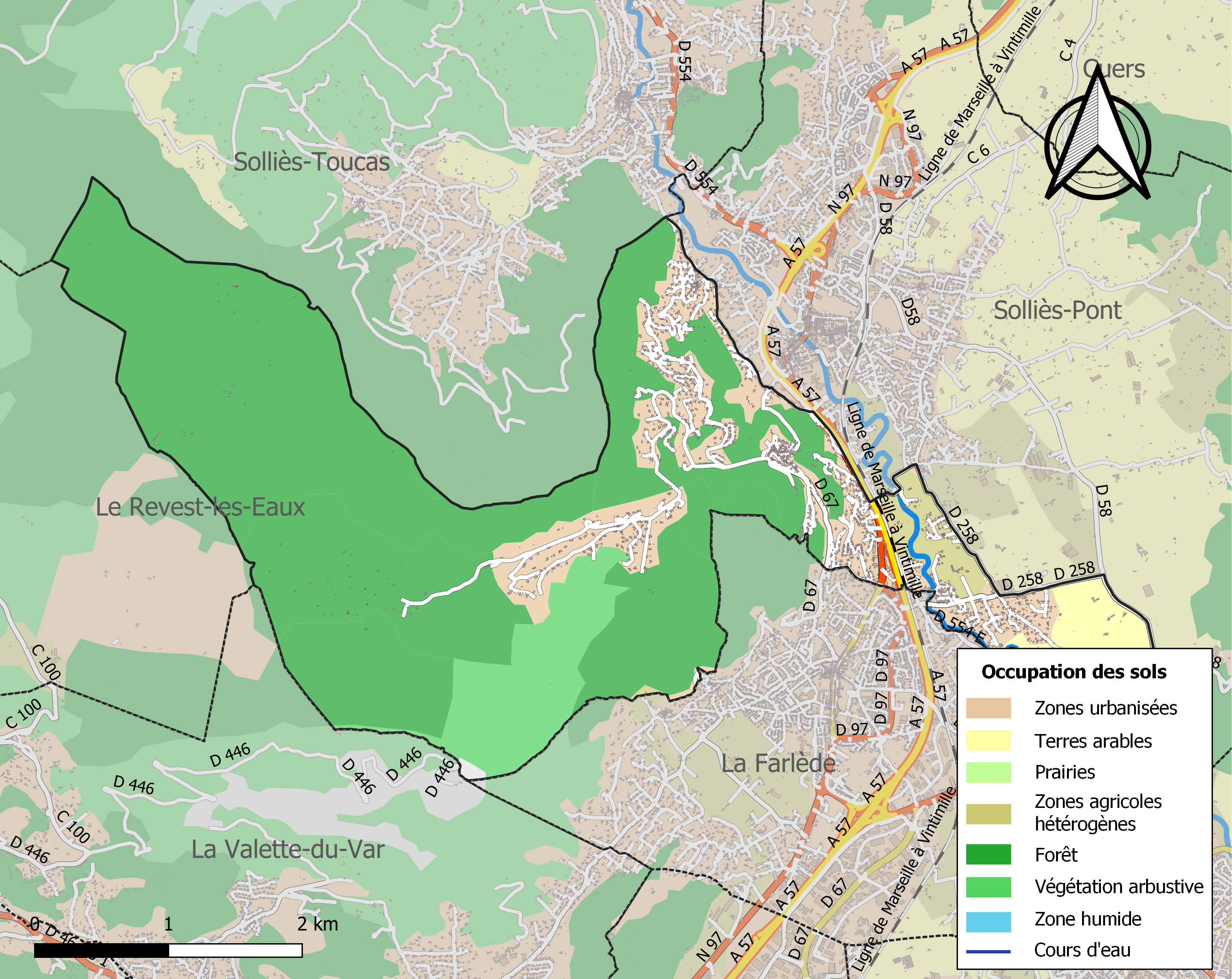
Carte des infrastructures et de l'occupation des sols de la commune en 2018 (CLC).

## Toponymie
Le nom de Solliès-ville provient de sa forme moyenâgeuse en ancien provençal Soliers, Solliers (qui évolua en Souliés dans la graphie mistralienne du provençal), lui-même du bas-latin Solaria, Soleria, Solarium « lieu où l'on prend le soleil, terrasse ». On trouve aussi « de Solario » en 1020. Ce qui donne l'évolution suivante : Solarium > de Solario > Soliers > Souliés > Solliès.
En provençal, le nom moderne est écrit « Soliès-Vila » en écriture classique (écriture traditionnelle basée sur l'écriture moyenâgeuse en ancien provençal de Soliers et modernisée en tenant compte de certains apports de l'écriture mistralienne) et « Souliés-Vilo » en écriture mistralienne (écriture phonétique développée par les rhodaniens et basé sur leur système graphique local). Qu'importe l'écriture, la prononciation reste la même.
Il y a également plusieurs hameaux :
- Les Sauvans ;
- Les Daix ;
- La Tour ;
- les Aiguiers ;
- les Combes ;
- les Collés ;
- le Pont-Neuf ;
- le logis Neuf.

## Histoire
Le territoire était habité dans l'Antiquité par les Celto-Ligures qui avaient déjà commencé à défricher les forêts, cultiver la terre et assécher les marais. Selon Étienne Garcin, la vallée du Gapeau était peuplée par le peuple celto-ligure des Bormani et avaient le village de Solliès-ville comme emplacement de leur chef-lieu. Sous l'occupation romaine, la ville de Solliès était nommée Sollinensis civitas. L'utilisation du terme civitas montre qu'elle fut autrefois la ville dominante de son territoire. Son importance se poursuivra jusqu'au Moyen Age où elle était l'une des principales communes de la Basse-Provence et elle finit par décroître à la suite de la séparation de la commune en quatre : Solliès-ville, Solliès-Pont, Solliès-Toucas et Solliès-Farlède (devenue La Farlède).

## Politique et administration

### Budget et fiscalité 2021
En 2021, le budget de la commune était constitué ainsi :
- total des produits de fonctionnement : 1 975 000 €, soit 780 € par habitant ;
- total des charges de fonctionnement : 1 572 000 €, soit 621 € par habitant ;
- total des ressources d'investissement : 363 000 €, soit 143 € par habitant ;
- total des emplois d'investissement : 807 000 €, soit 318 € par habitant ;
- endettement : 190 000 €, soit 75 € par habitant.

Avec les taux de fiscalité suivants :
- taxe d'habitation : 11,72 % ;
- taxe foncière sur les propriétés bâties : 35,53 % ;
- taxe foncière sur les propriétés non bâties : 92,89 % ;
- taxe additionnelle à la taxe foncière sur les propriétés non bâties : 0,00 % ;
- cotisation foncière des entreprises : 0,00 %.

Chiffres clés Revenus et pauvreté des ménages en 2018 : médiane en 2018 du revenu disponible, par unité de consommation : 24 550 €.

### Liste des maires
| Période                                  | Période                   | Identité                     | Étiquette               | Qualité |
| ---------------------------------------- | ------------------------- | ---------------------------- | ----------------------- | --- |
| Les données manquantes sont à compléter. |                           |                              |                         | |
| décembre 1919                            | mai 1921 (décès)          | Jean Aicard                  |                         | Poète romancier, académicien |
| octobre 1944                             | mars 1959                 | Paul Maurel (1883-1975)      | SFIO                    | Instituteur, président de la délégation municipale Élu en 1945, réélu en 1947 et 1953                                                                       |
| mars 1959                                | mars 1983                 | Gabriel Grisolle (1913-1989) |                         | Réélu en 1965, 1971 et 1977 |
| mars 1983                                | mars 2014                 | André Geoffroy               | UDF-PR puis DL puis UMP | Chirurgien gynécologue obstétricien Sénateur du Var (2002 → 2004) Président de la CC de la Vallée du Gapeau (1995 → 2014) Réélu en 1989, 1995, 2001 et 2008 |
| mars 2014                                | mai 2020                  | Roger Castel (1949- )        | UMP-LR                  | Chef de service de la DGA retraité 4e vice-président de la CC de la Vallée du Gapeau (2014 → 2020)                                                          |
| mai 2020                                 | En cours (au 25 mai 2020) | Nicolas Gérardin (1949- )    | DVC                     | Chargé de mission retraité 4e vice-président de la CC de la Vallée du Gapeau (2020 → )                                                                      |

### Politique environnementale
Les communes de Solliès-Pont et Solliès-Toucas sont raccordées à la station d’épuration à boues activées située sur la commune de La Crau. La STEP, située à plus de 5 km au Sud-Est du site de Solliès-Ville a une capacité de 50 000 équivalent-habitants.

## Population et société

### Démographie

#### Évolution démographique
L'évolution du nombre d'habitants est connue à travers les recensements de la population effectués dans la commune depuis 1800. Pour les communes de moins de 10 000 habitants, une enquête de recensement portant sur toute la population est réalisée tous les cinq ans, les populations de référence des années intermédiaires étant quant à elles estimées par interpolation ou extrapolation. Pour la commune, le premier recensement exhaustif entrant dans le cadre du nouveau dispositif a été réalisé en 2004.

En 2022, la commune comptait 2 532 habitants, en évolution de +4,98 % par rapport à 2016 (Var : +4,98 %, France hors Mayotte : +2,11 %).
| 1800 | 1806 | 1821 | 1831 | 1836 | 1841 | 1846 | 1851 | 1856 |
| ---- | ---- | ---- | ---- | ---- | ---- | ---- | ---- | ---- |
| 833  | 890  | 981  | 884  | 844  | 841  | 814  | 804  | 802  |

| 1861 | 1866 | 1872 | 1876 | 1881 | 1886 | 1891 | 1896 | 1901 |
| ---- | ---- | ---- | ---- | ---- | ---- | ---- | ---- | ---- |
| 759  | 763  | 739  | 712  | 653  | 610  | 536  | 575  | 486  |

| 1906 | 1911 | 1921 | 1926 | 1931 | 1936 | 1946 | 1954 | 1962 |
| ---- | ---- | ---- | ---- | ---- | ---- | ---- | ---- | ---- |
| 492  | 488  | 376  | 479  | 523  | 557  | 585  | 650  | 710  |

| 1968 | 1975 | 1982  | 1990  | 1999  | 2004  | 2006  | 2009  | 2014  |
| ---- | ---- | ----- | ----- | ----- | ----- | ----- | ----- | ----- |
| 801  | 850  | 1 193 | 1 895 | 2 247 | 2 222 | 2 418 | 2 461 | 2 391 |

| 2019  | 2022  | - | - | - | - | - | - | - |
| ----- | ----- | - | - | - | - | - | - | - |
| 2 526 | 2 532 | - | - | - | - | - | - | - |

## Économie

### Agriculture
La commune fait partie de la zone de production de l'huile d'olive de Provence AOC et de la figue de Solliès AOC.

### Tourisme
- L'hébergement touristique est composé d'un hôtel, de six chambres[37].
- Six restaurants proposent leurs services sur la commune[38].
- Ferme Auberge[39].
- Solliès-Ville compte deux musées :
  - le Musée du vêtement provençal[40],
  - le musée Jean-Aicard[41].

### Commerces et services
- Commerces et services de proximité.

## Vie locale

### Enseignement
Solliès-Ville fait partie de l'académie de Nice. Les élèves commencent leurs études dans la commune, qui dispose d'une école maternelle (67 enfants) et d'une école primaire (117 élèves).

### Santé
Professionnels et établissements de santé :
- Médecins à Solliès-Ville, Solliès-Pont,
- Pharmacies à Solliès-Ville, Solliès-Pont,
- Cliniques et hôpitaux :
  - Cliniques à Solliès-Toucas[46].
  - Centre hospitalier intercommunal Toulon-La Seyne-sur-Mer,
  - Pôle de santé du golfe de Saint-Tropez.

### Cultes
- La paroisse Saint-Michel de Solliès-Ville dépend du diocèse de Fréjus-Toulon, doyenné de Cuers[47].

### Sports et équipements sportifs
- Équipements sportifs[48] :
  - Plateau EPS/Multisports/city-stades,
  - Salle de musculation/cardiotraining,
  - Boucle de randonnée.

### Équipements culturels
- Médiathèque Marcel Marlier[49].
- Musée Jean Aicard[50].

### Festivités
Chaque année depuis 1989, aux derniers jours du mois d'août, Solliès-Ville accueille le Festival international de la bande dessinée qui invite des dessinateurs prestigieux comme Enki Bilal, Cosey, Jean Giraud, Frank Margerin... et reçoit de nombreux visiteurs.
Sans oublier la fête annuelle de la Saint-Loup durant laquelle se succèdent aïoli géant, bal, concours de boules etc. durant cinq jours.
Cérémonie des Apôtres, le 24 décembre, où le maire distribue aux familles les plus nombreuses ou défavorisées un panier garni. Une grande distribution de pain est organisée à la fin de cette cérémonie.

## Culture locale et patrimoine

### Lieux et monuments
- Église Saint-Michel : Intéressant édifice roman[51]. À l'intérieur, on voit, à gauche, un beau retable du XVIIe siècle et, entre ce retable et la chaire, un autre retable du XIVe siècle[52]. Au maître-autel, remarquer le ciborium (monument où l'on déposait les hosties) datant du XVe siècle, monolithe de six mètres de haut. La façade des orgues, de 1499, en noyer sculpté, est l'œuvre du frère Antoine Millani du couvent des Augustins de Nice et compte parmi les plus anciennes de France[53],[54],[55],[56], la cloche date de 1531[57]. Dans la crypte se trouve la sépulture des seigneurs de Solliès.
- Le domaine diocésain de La Castille[58] comporte un château et le séminaire du diocèse de Fréjus-Toulon. La cloche d'appel du château de la Castille date de 1776[59].
- Monument aux morts[60] : Conflits commémorés : Guerre franco-allemande 1939-1945.
- Lavoir[61].
- Le château de Forbin (ruines)[62].

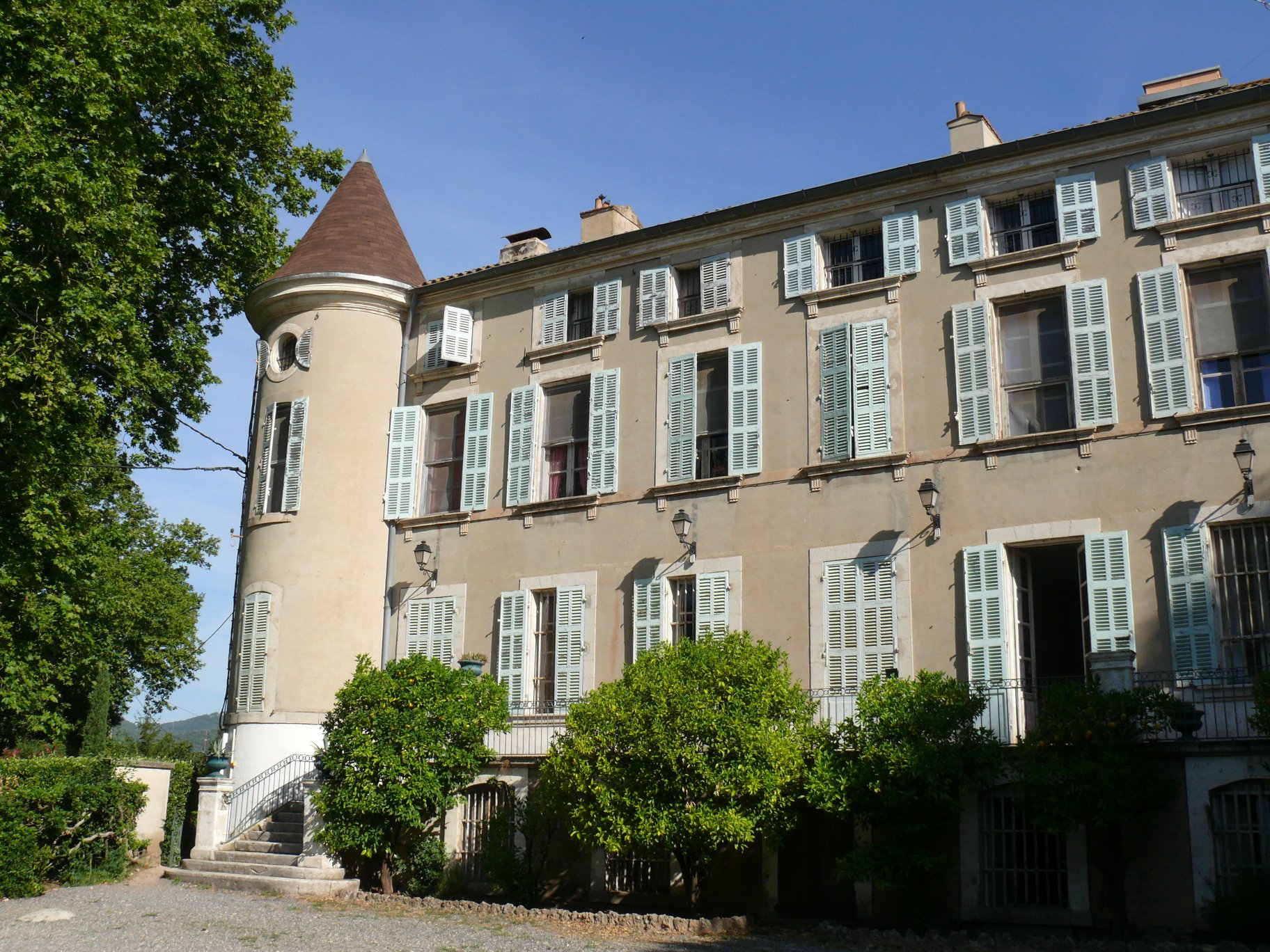
Le château de La Castille.
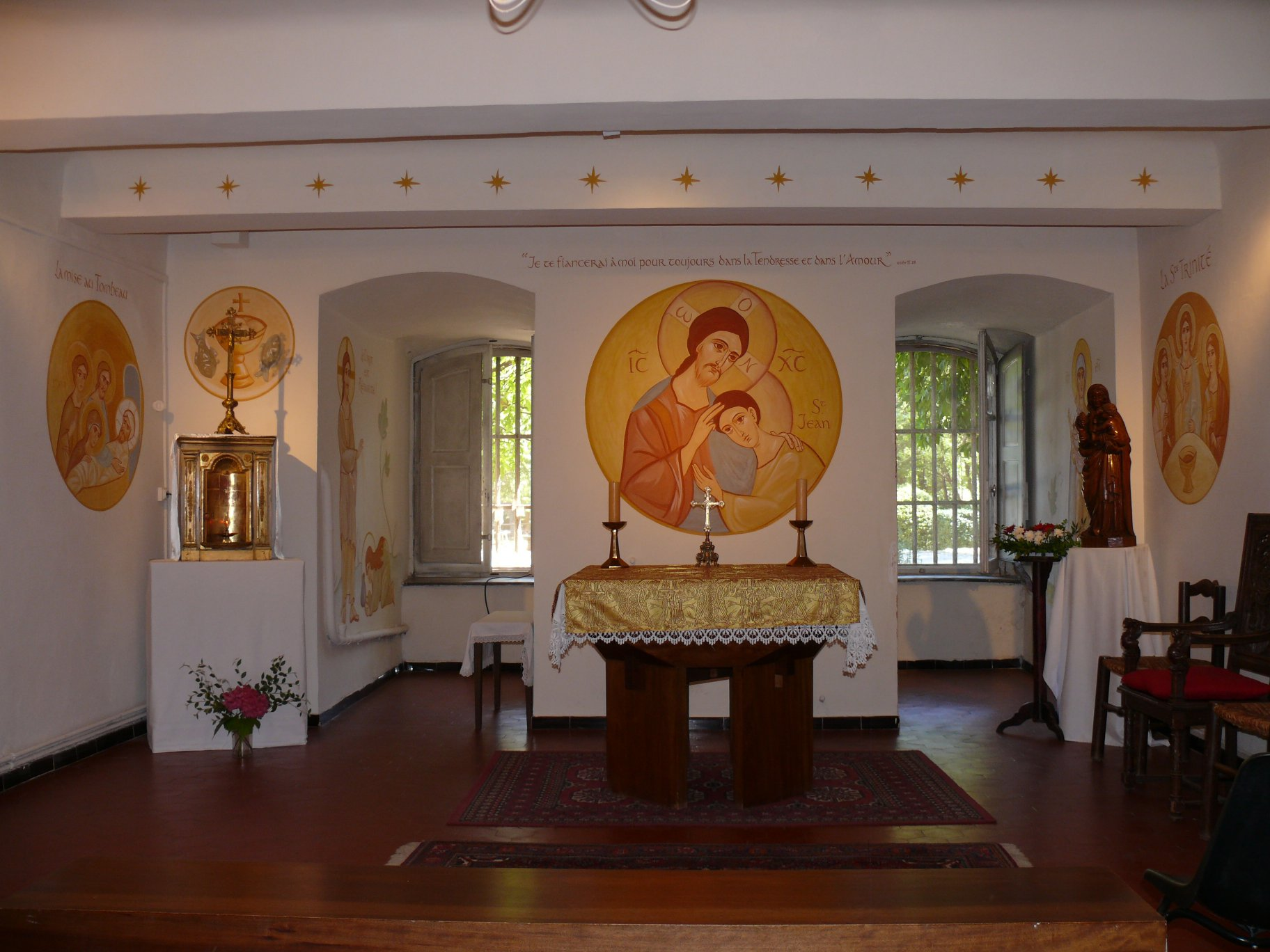
Chapelle du château de La Castille.
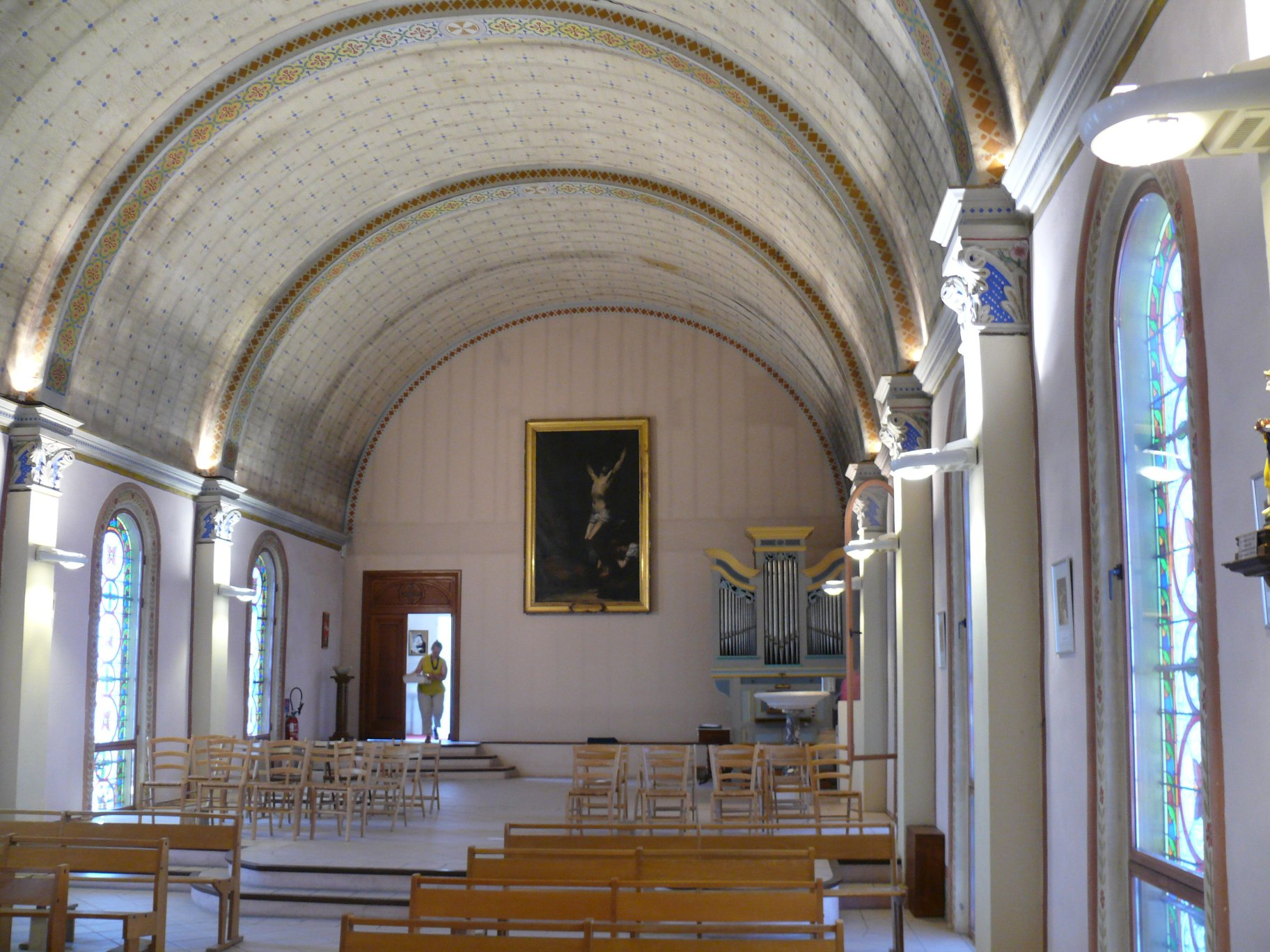
La chapelle du séminaire diocésain.
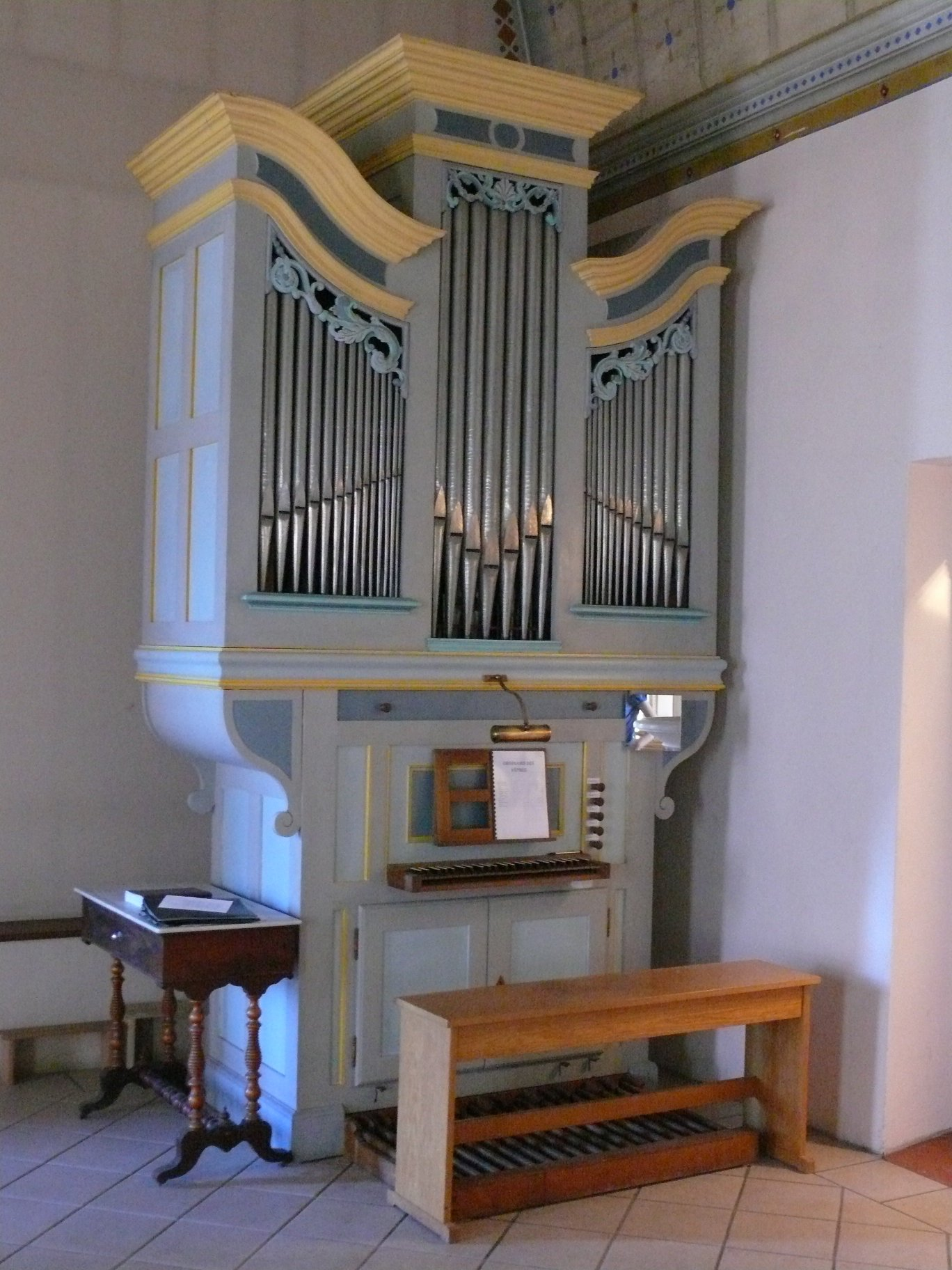
Orgue de la chapelle du séminaire.

### Personnalités liées à la commune
- Plusieurs membres de la famille de Forbin, dont Louis de Forbin de Solliès, Auguste de Forbin de Solliès et Palamède de Forbin.
- Antonius Arena : né à Solliès-Ville dans 1500, juriste et poète.
- Jean Aicard : la maison du poète et écrivain Jean Aicard, aménagée en petit musée, constitue un lieu de rencontre pour les fervents de l'auteur de Maurin des Maures. Le poète fut maire de la ville de 1919 à sa mort en 1921.
- Léon Vérane : écrivain du mouvement des Fantaisistes. Chaque année, l'association des amis de Léon Vérane célèbre sa mémoire le 10 novembre, lors de la Saint-Léon, et également date de sa disparition, le 10 novembre 1954.
- André Filippi : peintre, imagier santonnier. Le village de Sollies-Ville, où il vécut quelques années, fut une source importante de son inspiration et il apparait dans bon nombre de ses tableaux, il y créa ses premiers santons. Un hommage lui est rendu au musée Jean-Aicard dans lequel est exposée une de ses crèches miniatures.

### Héraldique
| Blason de Solliès-Ville | Blason  | D'azur à la bande d'or chargée du mot « SOLLIES-VILLE » en lettres capitales de gueules et accompagnée de deux soleils d'or (site de la mairie). |
| Blason de Solliès-Ville | Détails | Le statut officiel du blason reste à déterminer.                                                                                                 |
| Blason de Solliès-Ville | Alias   | D'azur à la bande d'argent accompagnée de deux soleils d'or (d'Hozier) .                                                                         |